# Nancy Geller
Pour les articles homonymes, voir Geller.
Marilyn Nancy Lorch Geller (née en 1944) est une biostatisticienne américaine, directrice de la recherche biostatistique au National Heart, Lung, and Blood Institute (en) et présidente de la Société américaine de statistique en 2011.  

## Éducation
Nancy Geller fait des études de mathématiques au City College of New York, où elle obtient son diplôme en 1965. Elle poursuit ses études à l'université Case Western Reserve où elle réalise une maîtrise en 1967 et prépare un doctorat. Bien qu'elle ait apprécié la théorie des probabilités en premier cycle, et qu'elle soit entrée à l'école doctorale avec l'intention d'étudier le même sujet, elle réoriente ses recherches dans le domaine des statistiques. Sa thèse, qu'elle soutient en 1972, est intitulée On distribution of Some Kolmogrov-Smirnov Type Statistics et dirigée par Lajos Takács.

## Carrière
Nancy Geller est professeure en statistique à l'université de Rochester de 1970 à 1972 puis à la Wharton School de l'université de Pennsylvanie de 1972 à 1978. Elle délaisse les statistiques pures et s'intéresse progressivement au domaine des biostatistiques, qu'elle enseigne au Woman's Medical College of Pennsylvania de 1978 à 1979 puis au Memorial Sloan-Kettering Cancer Center de 1979 à 1990, et à partir de 1990, au National Heart, Lung, and Blood Institute,,.

## Prix et distinctions
Elle est élue membre de la Société américaine de statistique en 1993, et en est la présidente en 2011. Elle est la lauréate 2009 du prix Janet L. Norwood pour une réalisation exceptionnelle par une femme dans le domaine des sciences statistiques.